# Cantón de Romorantin-Lanthenay-Sur
El cantón de Romorantin-Lanthenay-Sur era una división administrativa francesa, que estaba situada en el departamento de Loir y Cher y la región de Centro-Valle de Loira.

## Composición
El cantón estaba formado por tres comunas, más una fracción de la comuna que le daba su nombre:
- Loreux
- Pruniers-en-Sologne
- Romorantin-Lanthenay (fracción)
- Villeherviers

## Supresión del cantón de Romorantin-Lanthenay-Sur
En aplicación del Decreto n.º 2014-213 de 21 de febrero de 2014, el cantón de Romorantin-Lanthenay-Sur fue suprimido el 22 de marzo de 2015 y sus 4 comunas pasaron a formar parte; tres del nuevo cantón de Romorantin-Lanthenay y una del nuevo cantón de Selles-sur-Cher.